# Football Manager 2009
Football Manager 2009 è un videogioco manageriale di calcio prodotto dalla SEGA e sviluppato dalla Sports Interactive; è il quarto episodio della serie Football Manager. La data d'uscita è il 14 novembre 2008, mentre la demo è stata pubblicata alla mezzanotte tra il 1º novembre e il 2 novembre 2008.

## Metodi di diffusione delle novità
Sports Interactive & SEGA Europe hanno annunciato attraverso un video postato su YouTube che Football Manager 2009 per PC e Apple Macintosh sarà disponibile il 14 novembre.
.

### Video
Il gioco è stato presentato al pubblico il 3 settembre 2008, con due video su YouTube caricati dalla stessa Sports Interactive che ne illustrano le principali novità. I video, prodotti dalla Remedy Production in collaborazione con Channel 4, hanno una durata totale di circa 20 minuti. Il 24 ottobre 2008 sono stati pubblicati dalla SI i medesimi video, con i sottotitoli nelle altre lingue principali (italiano, francese e spagnolo).

#### Video novità parte 1
Il  primo video, su YouTube. non illustra con precisione molte novità, si limita a raccogliere testimonianze di sportivi appassionati di Football Manager, a una lunga intervista al capo degli sviluppatori Miles Jacobson e lascia intendere alla presenza di un motore 3D.

#### Video novità parte 2
Il  secondo video, su YouTube. è più preciso e più argomentativo del primo, con Jacobson dentro uno stadio che coreograficamente illustra tutte le novità del gioco.

## Implementazioni significative
Il Motore 3D è sicuramente l'implementazione più importante e significativa di Football Manager 2009, ma sicuramente non l'unica. Di seguito una lista delle principali novità di Football Manager 2009 rispetto alle versioni precedenti della serie Football Manager.
- Approfondita l'opzione per il controllo delle finanze con nuove implementazioni;
- Modificato completamente il rapporto con la stampa:
  - Possibilità di stringere rapporti personali con i giornalisti;
  - Aumentate le opzioni di interazione con i media;
  - Possibilità di rispondere alle conferenze stampe inserendo del testo, e non solo rispondendo a domande preimpostate;
- Nuovo sistema dei trasferimenti, che li rende più realistici rispetto a quelli dei precedenti episodi;
- Nuovo sistema di gestione di utility (pagelle in tempo reale, statistiche, tattiche...) che sono spostabili e ridimensionabili a proprio piacere durante il match;[1]
- Ampliate le possibilità di training, rese più individualistiche rispetto alle scorse edizioni;
- Ampliate le possibilità di interazione con l'allenatore in seconda;
- Possibilità di verificare i km percorsi da un giocatore in una partita;
- Possibilità di scegliere il sesso dell'allenatore (uomo o donna);
- Possibilità di scegliere la skin tra le tre preinserite;
- Introdotti i voti con i decimali ed il senza voto.

## Leghe e Coppe giocabili
Africa
- CAF Champions League
- CAF Confederation Cup
- CAF Super Cup
- Sud Africa

Asia e Oceania
- AFC Champions League
- AFC Cup
- AFC President's Cup
- AFF Club Championship
- A3 Champions Cup
- OFC Champions League
- A-League (Hyundai A-League)
- Cina
- Hong Kong
- India
- Indonesia
- Malesia
- Singapore
- Corea del Sud

Centro Europa
- UEFA Champions League
- UEFA Cup
- UEFA Intertoto Cup
- UEFA Super Cup
- Austria
- Bielorussia
- Belgio
- Bulgaria
- Croazia
- Repubblica Ceca
- Finlandia
- Francia
- Germania
- Grecia
- Ungheria
- Islanda
- Israele
- Italia
- Olanda

- Polonia
- Portogallo
- Romania
- Russia
- Serbia
- Slovacchia
- Slovenia
- Spagna
- Svizzera
- Turchia
- Ucraina

UK & Irlanda
- Setanta Cup
- Inghilterra
- Irlanda del Nord
- Irlanda
- Scozia
- Galles

Scandinavia
- Royal League
- Danimarca
- Norvegia
- Svezia

Nord America
- CONCACAF Champions League
- Superliga
- Major League Soccer
- Mexico

Sud America
- Copa Libertadores
- Copa Sudamericana
- Recopa Sudamericana
- Argentina
- Brasile
- Cile
- Colombia
- Perù
- Uruguay